# Diversidad lingüística

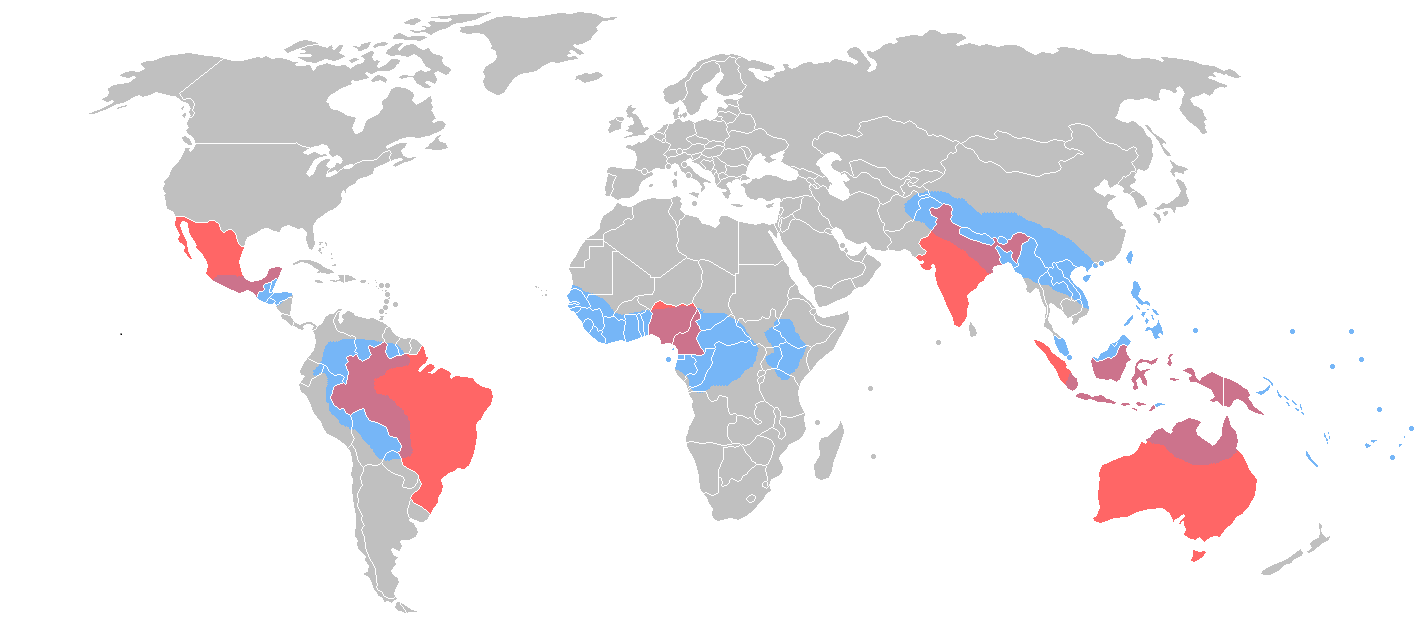
En rojo los 8 países más diversos lingüísticamente; más del 50 % de las lenguas del mundo se hablan en sus territorios. En azul las regiones geográficas de mayor diversidad lingüística del planeta.

La diversidad lingüística es una medida que representa la cantidad de lenguas existentes en un país o área geográfica, y en el mundo.
Actualmente existe una gran variación en la diversidad lingüística según las regiones geográficas. En general, las áreas que desde la antigüedad han formado una unidad política, en las cuales han existido migraciones, comercio o influencias culturales, son menos diversas desde el punto de vista lingüístico. Algunas de las áreas con mayor diversidad lingüística son de hecho regiones muy aisladas del planeta y aquellas que históricamente han estado pobladas por grupos humanos de pequeño tamaño que no se imponían unos sobre otros.
La zona más diversa del mundo actualmente es Nueva Guinea y la menos diversa desde hace siglos es Europa. En América la extinción de lenguas indígenas ha disminuido mucho la diversidad, aunque todavía existen regiones muy diversas, como son el sureste de México y Guatemala, la Amazonia y las zonas circundantes. 

## Introducción
Además, la distribución de las lenguas por los diferentes continentes resulta muy irregular. Las lenguas asiáticas representan alrededor del 32% del total de lenguas, y las lenguas africanas otro 32%, las del continente americano el 15% y las del Pacífico alrededor del 18%. Por su parte, el continente europeo solo abarca el 3% de las lenguas del mundo. 
La mitad de las lenguas del mundo se concentran en 8 países: Papúa Nueva Guinea (832), Indonesia (731), Nigeria (513), India (400), México (295), Camerún (286), Australia (268) y Brasil (264). A pesar del gran número de lenguas existentes y de la necesidad de preservarlas, pocas gozan de buena salud. La globalización puede provocar que algunas comunidades abandonen sus lenguas. Sin embargo, también puede ser una oportunidad para difundir con más facilidad las diferentes lenguas que conviven en el planeta. Según la UNESCO, alrededor del 50% de las aproximadamente 7000 lenguas existentes en el mundo están en peligro de extinción, el noventa y seis son habladas por solamente el 4% de la población mundial. Por otro lado, más del 90% del contenido de internet corresponde a solo 15 lenguas.
Se conoce además un número significativo de lenguas muertas que no son habladas por nadie o que no son adquiridas como lengua materna. Una "lengua viva" es simplemente una que es empleada por algún grupo específico de personas que viven y que es adquirida como lengua materna. El número exacto de lenguas vivas es desconocido, aunque se calcula en alrededor de siete mil. Diversos autores dan cifras que varían entre cinco mil y diez mil, según la precisión de la definición de "idioma" y, en particular, sobre cómo se diferencia entre dialectos de una misma lengua y lenguas cercanas.
La región del mundo con más diversidad lingüística es Nueva Guinea, donde hay más de ochocientas lenguas habladas. A nivel continental, África y Asia son los dos continentes con mayor número de lenguas, con cerca de dos mil lenguas diferentes cada uno. América ocupa una posición intermedia, porque todavía se hablan unas novecientas lenguas indígenas, aunque la mayoría de las lenguas americanas están amenazadas y posiblemente desaparecerán en unas cuantas generaciones más. Brasil es el país de América del Sur donde más lenguas hay, y también existe una gran diversidad en Bolivia, Perú y Colombia. Estados Unidos es el país de Norteamérica que más lenguas ha perdido, debido al genocidio de los pueblos indios y la imposición del inglés a los nativos americanos.[cita requerida]
La mayor parte de los idiomas del mundo no son lenguas con una tradición escrita, lo que implica que tienen un uso local y restringido a pequeñas regiones e incluso aldeas. Además muchas poblaciones indígenas han sufrido un proceso de sustitución lingüística, en la que debido al desprestigio o estigma que frecuentemente ha acompañado a muchas de estas poblaciones, los adultos bilingües no han transmitido su lengua materna a las generaciones más jóvenes. Así, los últimos hablantes de muchas lenguas del planeta son bilingües (frecuentemente semihablantes) y solo pueden usar su lengua con personas de su misma generación y casi nunca con sus nietos. El ritmo de extinción, a principios del siglo XXI, es tan elevado que cada dos semanas se pierde una lengua minoritaria, por lo que a finales del siglo XXI habrán desaparecido previsiblemente cerca de la mitad de los idiomas.

## Listas exhaustivas de lenguas
Resulta muy difícil enumerar con precisión las lenguas vivas en todo el mundo por varios motivos: entre ellos, porque se tiene un conocimiento incompleto, resulta difícil diferenciar si dos variedades lingüísticas son dialectos de una misma lengua o lenguas diferentes. Además el número de lenguas es un "blanco móvil".
Con la 15.ª edición de Ethnologue, las 103 lenguas recién agregadas no son nuevas, sino que han sido reclasificadas debido a mejoras en la definición de la lengua. Debe tenerse en cuenta que Ethnologue es en realidad un catálogo incompleto, en el que se incluyen solo idiomas que sus editores han sido capaces de documentar. Con cada edición, el número de idiomas catalogado ha crecido. A partir de la 14.ª edición (2000), se trató de incluir a todas las lenguas vivas conocidas. SIL Internacional utiliza un código de tres letras (similar a los códigos de aeropuerto) para identificar idiomas. Este fue el precursor de la moderna norma ISO 639-3, a la que contribuyó SIL. La norma permite catalogar potencialmente más de 14  000 lenguas. A su vez, la 15.ª edición fue revisada para ajustarla a la espera de la norma ISO 639-3. De los idiomas catalogados, 497 se han marcado como "casi extintos" a causa del declive en el número de hablantes.

### Lengua y dialecto
Existen varios problemas para establecer el número exacto de lenguas existentes. Uno de ellos es que algunas lenguas están poco documentadas y no puede saberse si son lenguas diferentes de otras mejor conocidas o en realidad solo son dialectos de esas otras lenguas. No hay una clara distinción entre un idioma y un dialecto. La distinción se basa a menudo en criterios políticos o culturales y otros factores extralingüísticos. En esa línea, un famoso aforismo humorístico debido a Max Weinreich de que «Una lengua es un dialecto con un ejército y una marina». En otras palabras, la distinción puede depender de consideraciones políticas tanto como de diferencias culturales, sistemas de escritura distintiva o el grado de inteligibilidad mutua.
En general dos dialectos mutuamente inteligibles comparten entre un 85  % y un 95  % de las palabras básicas, y suelen corresponder a variantes que empezaron a diferenciarse hace unos 500 años. Cuando se comparan lenguas derivadas de una lengua ancestral hace algo más de 1000 o 1500 años, empiezan a notarse diferencias importantes, y lo mismo pasa cuando se compara una lengua con textos más antiguos escritos en la lengua antecesora de esa. Así, por ejemplo, las lenguas romances no son mutuamente inteligibles con el latín, ni el griego moderno con el antiguo griego, ni el persa moderno con el persa medio o el persa antiguo, ni el moderno chino estándar con el chino clásico, ni el hindi o el bengalí con el antiguo sánscrito.

## Medidas de la diversidad
Una medida de la diversidad es un índice numérico correlacionado con la diversidad lingüística de un país o región. Existen diversas medidas posibles del índice:
- Índice de diversidad de Greenberg es el índice usado por Ethnologue y resulta igual a la probabilidad de que dos personas de un país (o más generalmente una región) tengan diferentes lenguas maternas.[3] El valor mínimo teórico de dicho índice es 0 cuando toda la población de un país tiene la misma lengua materna, y el valor máximo posible es 1 indicando que es muy improbable que dos personas al azar compartan la misma lengua materna.

### Índice de Greenberg para algunos países
A continuación se muestra el índice de diversidad de algunos países de alta diversidad y otro de poca diversidad:
| País                | Cantidad de lenguas autóctonas | Cantidad de lenguas alóctonas | Índice de Greenberg |
| ------------------- | ------------------------------ | ----------------------------- | ------------------- |
| México              | ~250                           | 6                             | 0,137               |
| Brasil              | ~180                           | 12                            | 0,103               |
| Colombia            | ~80                            | 3                             | 0,034               |
| Perú                | ~80                            | 1                             | 0,388               |
| Bolivia             | ~35                            | 4                             | 0,681               |
| Alemania            | ~25                            | 42                            | 0,369               |
| Finlandia           | ~10                            | 11                            | 0,148               |
| España              | ~10                            | 7                             | 0,509               |
| Francia             | ~15                            | 39                            | 0,267               |
| Gran Bretaña        | ~12                            | 44                            | 0,133               |
| Indonesia           | ~700                           | 3                             | 0,816               |
| Papúa Nueva Guinea  | ~830                           | 0                             | 0,990               |
| Vanuatu             | ~100                           | 6                             | 0,974               |
| Rep. Centroafricana | ~70                            | 10                            | 0,959               |
| Nigeria             | ~510                           | 7                             | 0,869               |
| Estados Unidos      | ~175                           | 188                           | 0,319               |
| Japón               | ~12                            | 1                             | 0,028               |
| China               | ~280                           | 4                             | 0,509               |
| India               | ~400                           | 7                             | 0,940               |

### Extensión del dominio lingüístico
Otra medida de la diversidad lingüística de una región o país es la extensión media del dominio lingüístico o área que ocupa cada una de las lenguas habladas en esa región. Para América se tienen las siguientes cifras, antes de la extinción masiva de lenguas por el proceso de colonización europea:
| País           | Cantidad de lenguas | Extensión (km²) | Dominio medio (km²/lengua) | Diversidad (leng/km²·104) |
| -------------- | ------------------- | --------------- | -------------------------- | ------------------------- |
| Canadá         | 62                  | 1 000           | 161 419                    | 0,062                     |
| Estados Unidos | 10                  | 1 635 700       | 14 003                     | 0,244                     |
| México         | 108                 | 2 100 650       | 19 450                     | 0,514                     |
| Guatemala      | 62                  | 108 889         | 161 419                    | 2,388                     |
| Colombia       | 83                  | 1 141 748       | 13 756                     | 0,727                     |
| Venezuela      | 42                  | 916 445         | 21 820                     | 0,459                     |
| Perú           | 85                  | 1 285 220       | 15 120                     | 0,661                     |
| Ecuador        | 23                  | 283 560         | 12 329                     | 0,811                     |
| Bolivia        | 47                  | 1 098 581       | 23 374                     | 0,428                     |
| Chile          | 10                  | 756 102         | 75 610                     | 0,132                     |
| Argentina      | 31                  | 2 791 446       | 90 047                     | 0,111                     |
| Brasil         | 186                 | 8 514 977       | 45 779                     | 0,218                     |
En la tabla anterior se ha empleado como medida de diversidad el inverso del área del dominio lingüístisco reescalado por un factor 104. Como puede verse, la diversidad varía mucho según la zona.
Otra área de gran diversidad es Oceanía, que es el continente donde más lenguas conocidas existen, con casi el 50% del total mundial, a pesar de ser el continente menos poblado. Para esta región se tienen los siguientes datos:
| País                 | Cantidad de lenguas | Extensión (km²) | Dominio medio (km²/lengua) | Diversidad (leng/km²·104) |
| -------------------- | ------------------- | --------------- | -------------------------- | ------------------------- |
| Australia            | 264                 | 7 686 850       | 29 117                     | 0,343                     |
| Nueva Guinea (total) | 1 117               | 869 798         | 779                        | 12,8                      |
| Irian Jaya           | 276                 | 406 958         | 1 474                      | 6,78                      |
| Papúa Nueva Guinea   | 841                 | 462 840         | 550                        | 18,1                      |
Europa es desde el inicio de la Edad Media la región lingüísticamente menos diversa del planeta, aunque en la Antigüedad, antes de la formación de los grandes imperios, fue mucho más diversa. Por ejemplo, para la antigua Italia, antes de la formación y expansión del Imperio romano tenía unas 23 lenguas diferentes, lo cual daba un tamaño medio del dominio lingüístico de unos 13 000 km² y una diversidad en torno a 0,763, del mismo orden de magnitud que la existente en los Andes septentrionales antes de la conquista europea. Por esa razón cabe pensar que, antes de que se formaran los Estados centralizados, el sur de Europa era una región bastante diversa desde el punto de vista lingüístico.

## Tecnología al servicio de la diversidad
Miembros de los pueblos originarios de Canadá están intentando preservar lenguas aborígenes con la ayuda de un nuevo sitio web internacional desarrollado por Google; el mismo fue presentado en junio de 2012.

## Importancia de la conservación de la diversidad lingüística
De la misma manera que se intenta preservar la diversidad biológica, se considera que la diversidad lingüística merece ser respetada y defendida junto a los derechos humanos. Las lenguas no son solo herramientas de comunicación, también pueden ser un conjunto de conocimientos transmitidos durante muchos años. Las distintas formas de comunicarse posibilitan distintas formas de entender la realidad, como, por ejemplo: distintos métodos de hacer las cuentas, diversas formas de expresar el espacio (mediante palabras o estructuras que expresen la dirección de una forma concreta), diferente organización de los meses o las semanas que puede otorgar conocimientos precisos (por ejemplo, hay lenguas en que los meses tienen el nombre de la fruta que hay que recoger), etc.
Las lenguas conforman la cultura, la mentalidad, el pensamiento y la identidad de sus hablantes y su progresiva sustitución o desaparición descompone comunidades enteras, convirtiéndose en muchas ocasiones en fuente de conflicto. La gestión correcta y eficaz de la pluralidad lingüística por parte de los poderes públicos no solo se debe de analizar desde un punto de vista de pérdida de riqueza cultural sino también como una herramienta de carácter pacificador en el seno de las comunidades que integran el Estado.